# 김정연 (가수)
김정연(1969년 12월 28일 ~ )은 대한민국의 가수 겸 방송인이다.

## 학력
- 가톨릭대학교 경영학과 졸업
- 금란여자고등학교 졸업

## 경력
- 2019년 파주시 홍보대사
- 2019년 경상남도 함양군 홍보대사
- 2016년 강원도 양구군 홍보대사
- 2013년 당진시 홍보대사
- 2010년 김포시 홍보대사
- 1991년 ~ 1994년 그룹 '노래를 찾는 사람들' 멤버

## 수상
- 2015년 제23회 대한민국 문화연예대상 성인가요부문 인기대상
- 2013년 KBS 공로상
- 2011년 대한민국 문화예술대상 인기가요대상

## 데뷔
- 2008년 노래 "사랑하니까"

## 앨범
- 2015년 세월네월 / 어머니
- 2014년 당신 아니면
- 2012년 국민안내양 김정연의 고향버스 빵빵메들리
- 2011년 고향버스
- 2008년 사랑하니까

## 방송 프로그램
- 2011년 KBS1 《6시 내고향》
- 2013년 KBS1 《TV쇼 진품명품》
- 2014년 KBS2 《여유만만》
- 2015년 MBC 《휴먼다큐 사람이 좋다》
- 2017년 KBS1 《인간극장》
- 2017년 SBS 《좋은 아침》
- 2018년 TV조선 《얼마예요?》
- 2018년 MBN 《속풀이쇼 동치미》
- 2018년 MBN 《엄지의 제왕》
- 2018년 KBS1 《우리말 겨루기》
- 2019년 KBS1 《아침마당》
- 2019년 채널A 《김현욱의 굿모닝》
- 2020년 KBS청주방송총국 《무대를 빌려드립니다》
- 2020년 채널A 《행복한 아침》
- 2020년 EBS1 《돈이 되는 토크쇼 - 머니톡》
- 2020년 KBS2 《굿모닝 대한민국 라이브》
- 2020년 TV조선 《팡팡터지는 정보쇼 알맹이》
- 2020년 TV조선 《알콩달콩》
- 2021년 TV조선 《건강면세점》
- 2021년 TV조선 《건강한 집》
- 2021년 TV조선 《퍼팩트 라이프》
- 2021년 채널A 《산전수전 여고동창생》
- 2021년 OBS경인TV 《발품여행 숨보명》
- 2021년 BTN불교TV 《지금 바로 여기! 붓다회》
- 2022년 JTBC 《너의 살던 고향은》
- 2022년 tvN 《프리한 닥터》
- 2023년 JTBC 《가족의 발견 배우자》
- 2023년 KBS전주방송총국 《우리집 금송아지》
- 2024년 MBC 《기분 좋은 날》
- 2025년 KBS1 《동행》